# Cavo FTP

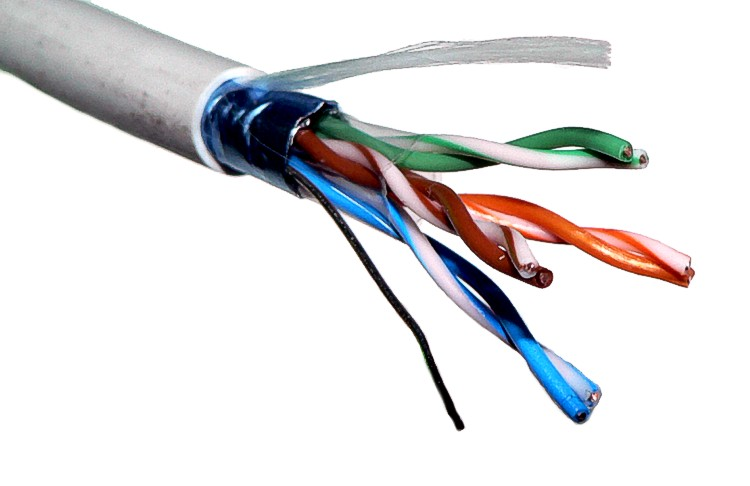
Un cavo FTP

FTP, sigla di Foiled Twisted Pair, noto anche come ScFT o Screened UTP, è un cavo elettrico foderato utilizzato comunemente per il collegamento nelle reti ethernet.
È composto da otto fili di rame intrecciati a coppie (pairs), inoltre ogni coppia è intrecciata con le altre.
L'intreccio dei fili ha lo scopo di ridurre le interferenze, i disturbi e limitare il crosstalk.
La lunghezza massima di una tratta di cavo FTP è di 100 m.
Esternamente alle 4 coppie vi è uno foglio di materiale conduttivo che funge da schermo per le onde elettromagnetiche.
I cavi FTP seguono le specifiche standardizzate TIA/EIA che li dividono in varie categorie in base ad esempio al numero di intrecci e alle capacità di trasportare segnali. Attualmente la categoria 5 e la 5e sono le più utilizzate, esistono tuttavia anche la categoria 6 e 7, che permettono di raggiungere larghezze di banda superiori.
Le categorie più comuni di cavi FTP sono:
- Categoria 5 (Cat5): supporta una larghezza di banda fino a 100 Mbps
- Categoria 5e (Cat5e): supporta una larghezza di banda fino a 1 Gbps
- Categoria 6 (Cat6): supporta una larghezza di banda fino a 10 Gbps
- Categoria 6a (Cat6a): supporta una larghezza di banda fino a 10 Gbps a lunghe distanze
- Categoria 7 (Cat7): supporta una larghezza di banda fino a 10 Gbps con maggiore isolamento del segnale.

Un cavo FTP termina con dei connettori di tipo RJ-45 (anch'essi schermati) che si innestano direttamente nell'interfaccia del dispositivo (scheda di rete, Hub, Switch, Router, ecc).
Se si devono collegare due dispositivi simili (ad esempio PC-PC o SWITCH-HUB) si utilizza un cavo di tipo cross mentre se si devono connettere dispositivi diversi (ad esempio PC-SWITCH) uno diritto.
I cavi diritti presentano gli 8 fili nello stesso ordine in entrambi i 2 connettori, mentre quelli cross presentano una sequenza diversa.
Nella costruzione del cavo, ovvero nel crimpare i connettori alle sue estremità si possono seguire due standard: TIA/EIA 568A e TIA/EIA 568B che presentano un ordine degli 8 fili (identificati da diversi colori) diverso.